# Губайдуллин, Экзам Саматович
Губайдуллин Экзам Саматович (род. 1953) — председатель Центральной избирательной комиссии Республики Татарстан, доктор сельскохозяйственных наук (1997).

## Биография
Э. С. Губайдуллин родился 15 июля 1953 года в деревне Старые Какерли Дрожжановского района Татарской АССР. Учился в Казанском ветеринарном институте, после окончания в 1975 г. которого работает главным зоотехником совхоза «Знамя Ленина» Верхнеуслонского района.
После этого Губайдуллин Э. С. работал на различных руководящих должностях в хозяйствах и на предприятиях Зеленодольского района(с 1976—1981 гг. — главным зоотехником колхоза «Комсомолец»; в 1981—1986 гг. — председателем колхоза «Искра»; в 1986—1990 гг. — председателем районного агропромышленного объединения, первым заместителем председателя исполкома райсовета; в 1991—1992 гг. — начальником районного управления сельского хозяйства и продовольствия, заместителем председателя исполкома райсовета).
В период с 1992—1995 гг. занимает должность заместителя министра, затем первый заместитель министра сельского хозяйства и продовольствия РТ.
После ухода с должности возглавляет администрацию Мамадышского района и районный Совет, а уже в 1998 году становится руководителем аппарата Президента РТ.
С апреля 2005 года — член Совета Федерации Федерального Собрания РФ — представитель от исполнительного органа государственной власти Республики Татарстан.
14 сентября 2012 года назначен в состав ЦИК Татарстана. С 25 сентября 2012 года — её председатель.

## Семья
Женат, имеет сына (Ильфана), двоих дочерей (Лилию и Ленару), двух внучек (Рамину и Риану), а также четырёх внуков (Ильнара, Искандера, Чингисхана и Артура).

## Награды
- Орден Почёта (8 ноября 2023 года) — за достигнутые трудовые успехи и многолетнюю добросовестную работу[2]
- Орден Дружбы (27 октября 2003 года) — за достигнутые трудовые успехи и многолетнюю плодотворную работу[3]
- Медаль «За заслуги в проведении Всероссийской переписи населения»
- Медаль «В память 300-летия Санкт-Петербурга»
- Медаль «В память 1000-летия Казани» (2005 год)
- Нагрудный знак Госкомитета РФ по статистике «За активное участие во Всероссийской переписи населения 2002 года»
- Благодарности Президента Российской Федерации (2000 и 2004 годы) — за активное участие в избирательной кампании по выборам президента Российской Федерации
- Заслуженный работник сельского хозяйства Республики Татарстан
- Мастер спорта СССР,
- Мастер спорта РСФСР по борьбе
- Чемпион России и Татарстана по борьбе.